# Feldkirchen in Kärnten
Feldkirchen in Kärnten (normalt bare Feldkirchen) er en by i det sydlige Østrig, med et indbyggertal (pr. 2007) på cirka 14.200. Byen ligger i forbundslandet Kärnten.